# Schizaeales
Схізейні (Schizaeales) — порядок папоротей класу Папоротеподібні.

## Класифікація
Представлений 3-ма родинами:
- Schizaeaceae
- Anemiaceae
- Lygodiaceae

## Поширення та середовище існування
Schizaeales були поширені у Мезозої у північній півкулі, проте у Четвертинному періоді «мігрували» у південну півкулю.
Порядок Schizaeales Schimp. в Україні не представлений.

## Галерея

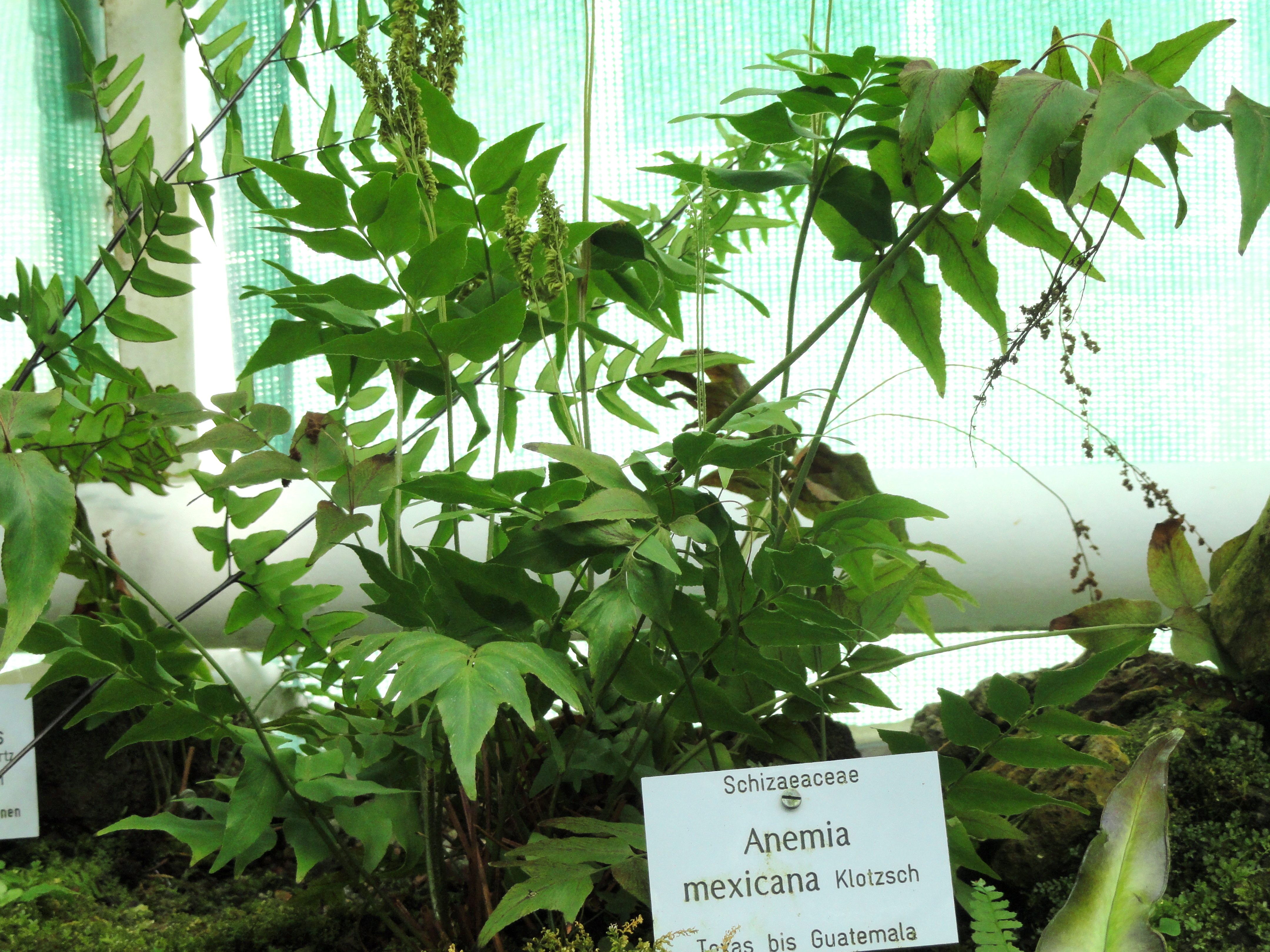
Anemia mexicana
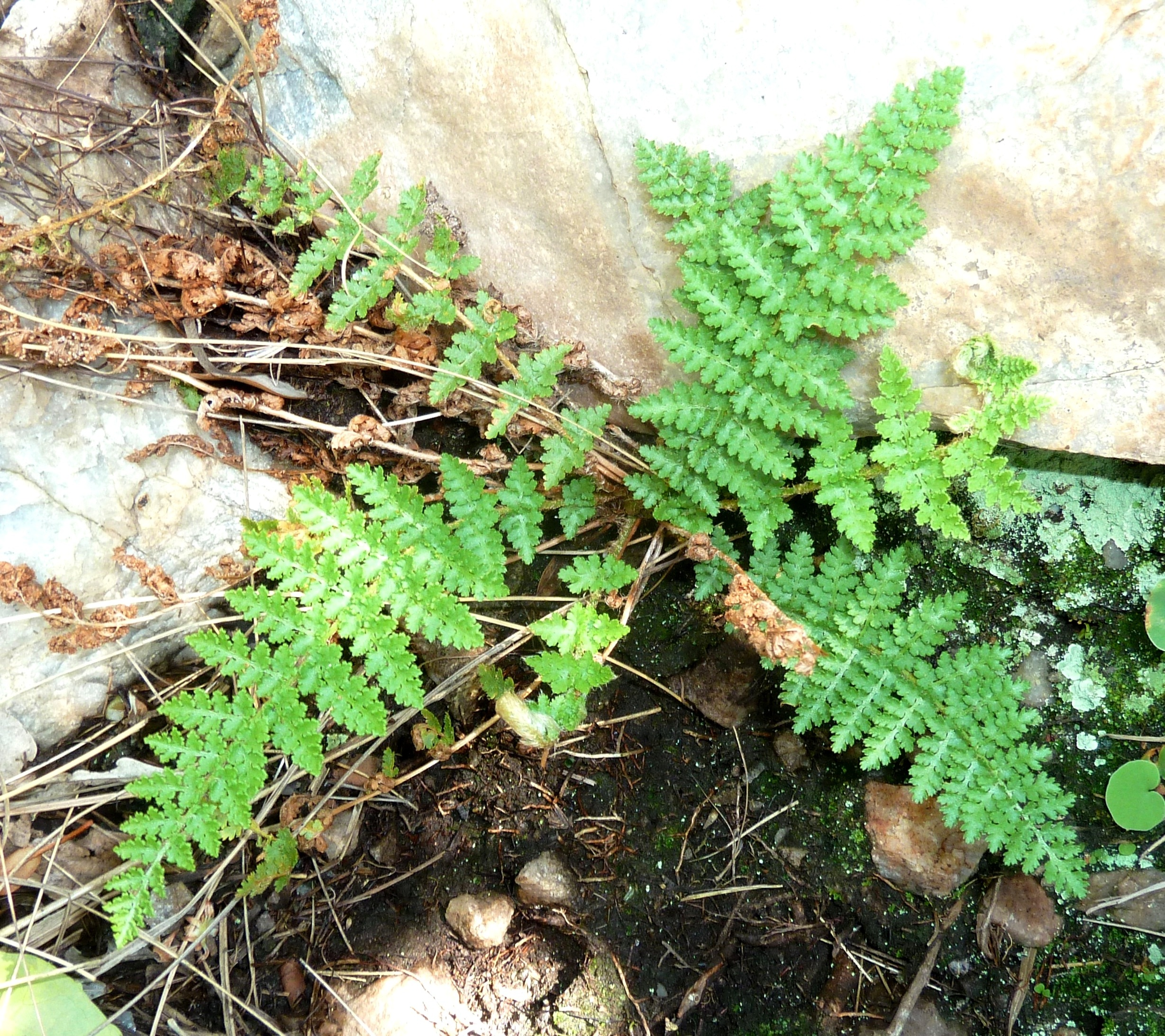
Mohria caffrorum
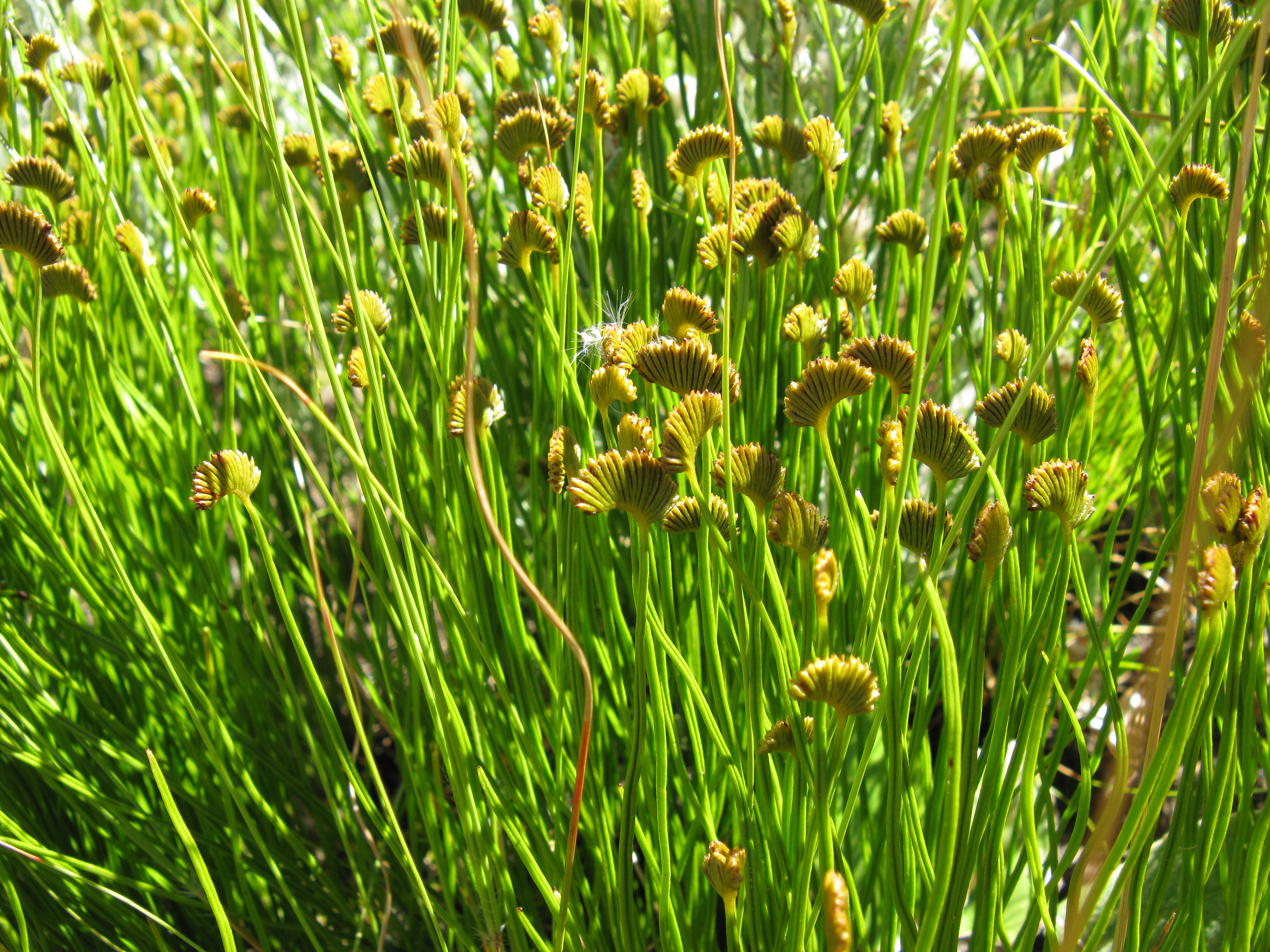
Schizaea pectinata
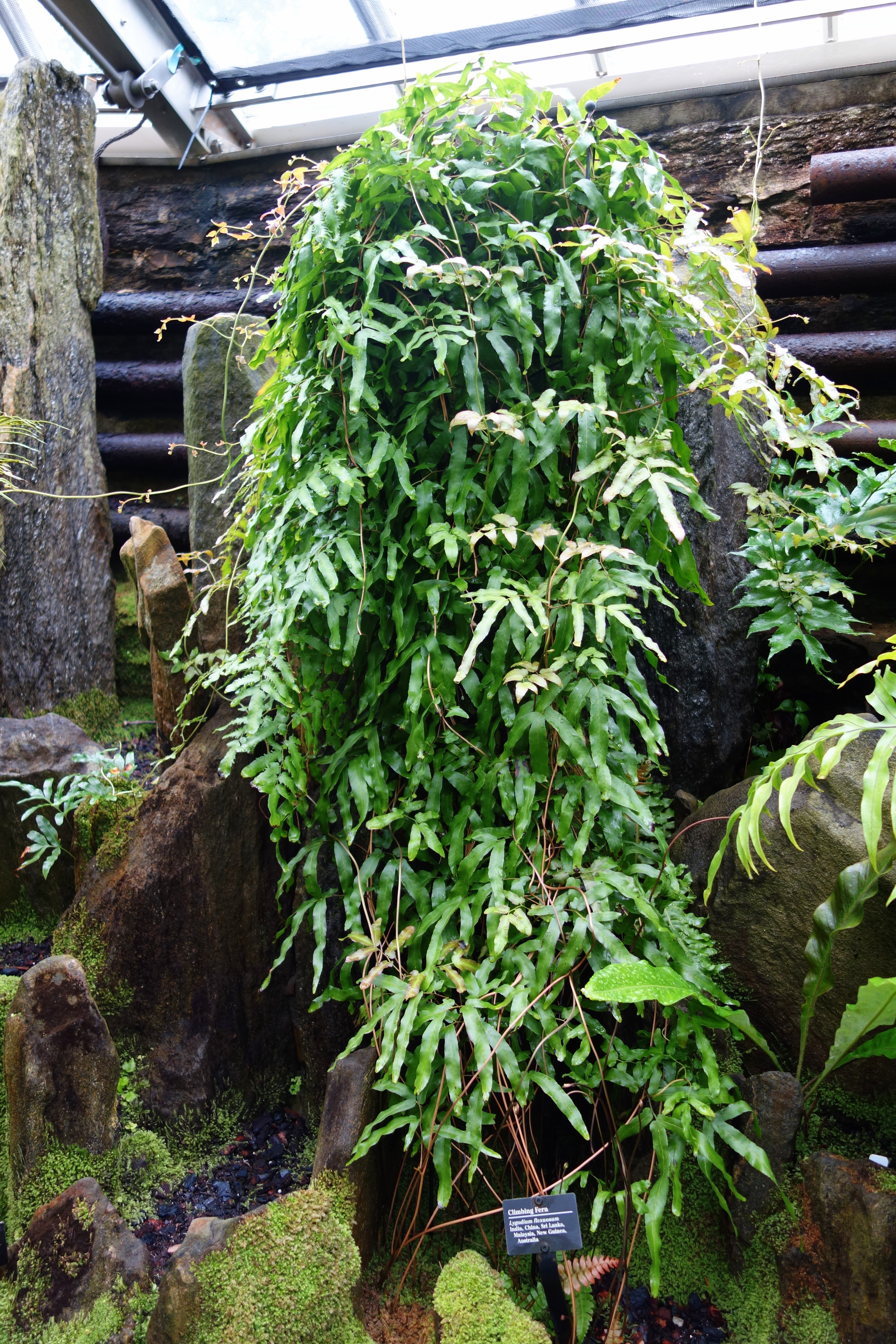
Lygodium flexuosum
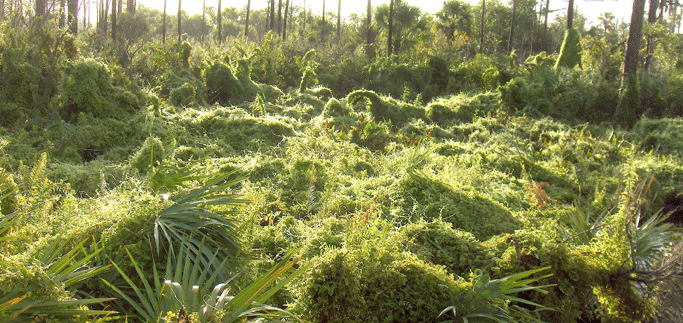
Зарості Lygodium microphyllum